# Maniobra de Valsalva

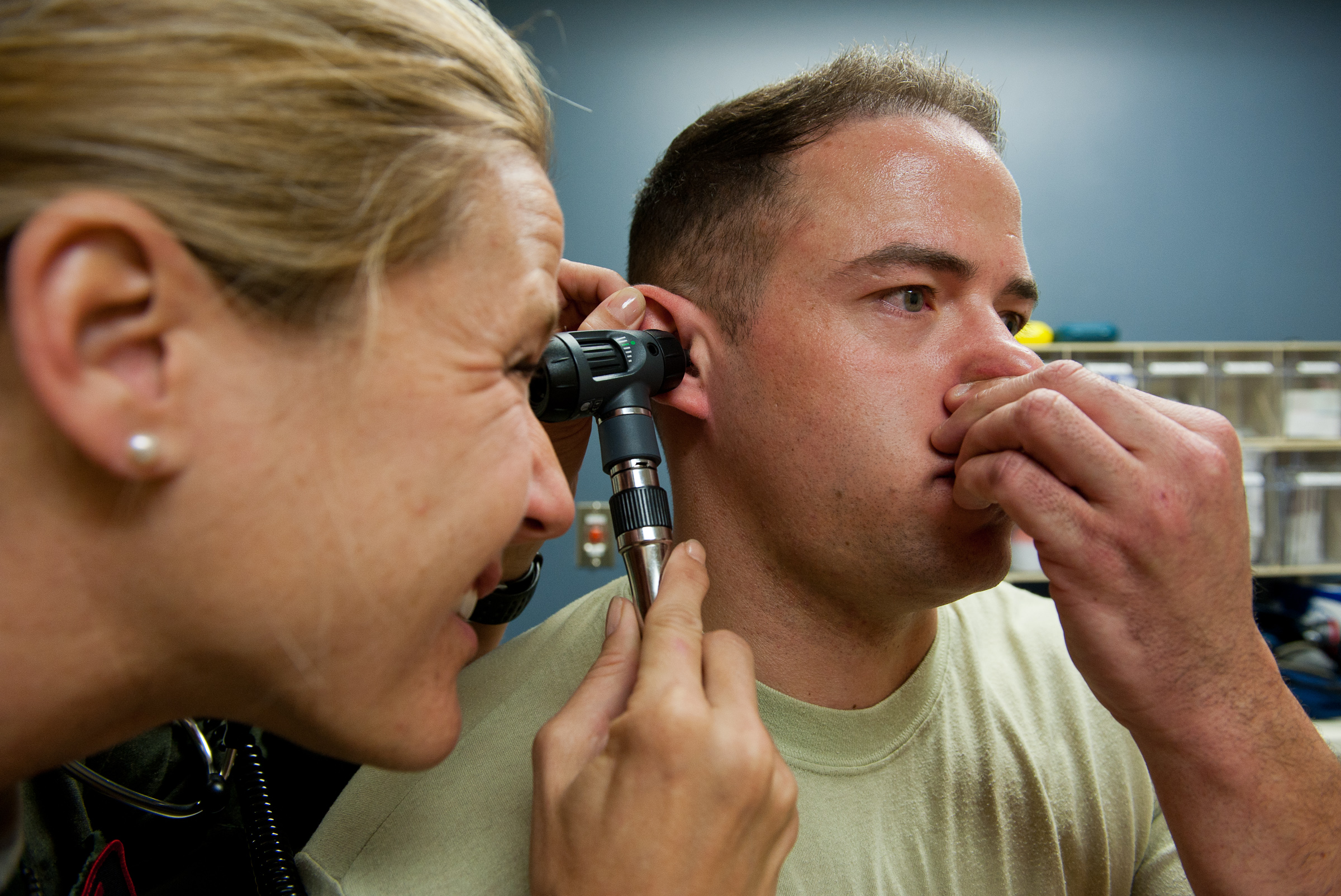

La maniobra de Valsalva (por el médico italiano Antonio María Valsalva) es cualquier intento de exhalar aire con la glotis cerrada o con la boca y la nariz cerradas. Se conoce también como test de Valsalva o método de Valsalva. La intención inicial de Valsalva era crear una forma de expulsar el pus del oído medio.
El intento de forzar la exhalación de aire, propio de la maniobra de Valsalva (ya sea realizado con la glotis cerrada, o con la glotis abierta, pero con la boca y nariz cerradas), tiene como resultado un notable aumento de la presión dentro del espacio interior de las vías respiratorias y espacios conectados con ellas, tales como las trompas de eustaquio y el oído medio. Para contrarrestarlo debe taparse la nariz e inhalar aire, despacio y tranquilamente.

## Usos generales
La maniobra de Valsalva se usa como técnica de igualación de presiones en la práctica del buceo y en los pasajeros de los aviones para evitar barotraumas y molestias en el interior de sus oídos cuando varía la presión externa.
Para aplicar presión en las trompas de Eustaquio (tuba auditiva), lo más común es cerrar la nariz con los dedos, cerrar la boca e intentar exhalar con fuerza. Esta técnica funciona al aumentar la presión en la garganta, de forma que una pequeña cantidad de aire se mueve hacia los oídos a través de las trompas de Eustaquio, que conectan ambas zonas. Además, se aumenta la presión intratorácica.
La gente hace maniobras de Valsalva involuntariamente y sin darse cuenta cuando hinchan un globo o un balón o cuando hacen fuerza al pujar. El aumento de la fuerza torácicoabdominal también se da al toser, comer, tragar, estornudar o defecar.
También se realiza en embarazadas como uno de los métodos para comprobar la ruptura prematura de membrana al examen físico.
Se utiliza en odontología para comprobar comunicaciones buco-sinusales después de una extracción quirúrgica de dientes en el maxilar superior.
Se emplea para examinar pacientes con sospechas de que tengan hernias inguinales y/o lumbares.
La maniobra de Valsalva también tiene el efecto de aumentar la presión intracraneal y por ello está contraindicada en enfermedades como el glaucoma y otras enfermedades craneoencefálicas en las que un aumento de presión intracraneal las pueda perjudicar.
Esta maniobra, también al aumentar la presión intratorácica, disminuye el retorno venoso, por lo que todos los soplos se reducen en intensidad excepto dos: la miocardiopatía hipertrófica y el prolapso mitral, que se intensifican. Los soplos que tras la maniobra de Valsalva reaparecen antes son los de las cavidades derechas, mientras que los que lo hacen más tarde son los de las cavidades izquierdas.
También resulta muy útil para detener las taquicardias paroxísticas supraventriculares, junto con otras maniobras vagales como provocar vómito, masaje carotídeo, reflejo de buceo, etcétera.